# Marie-George Buffet

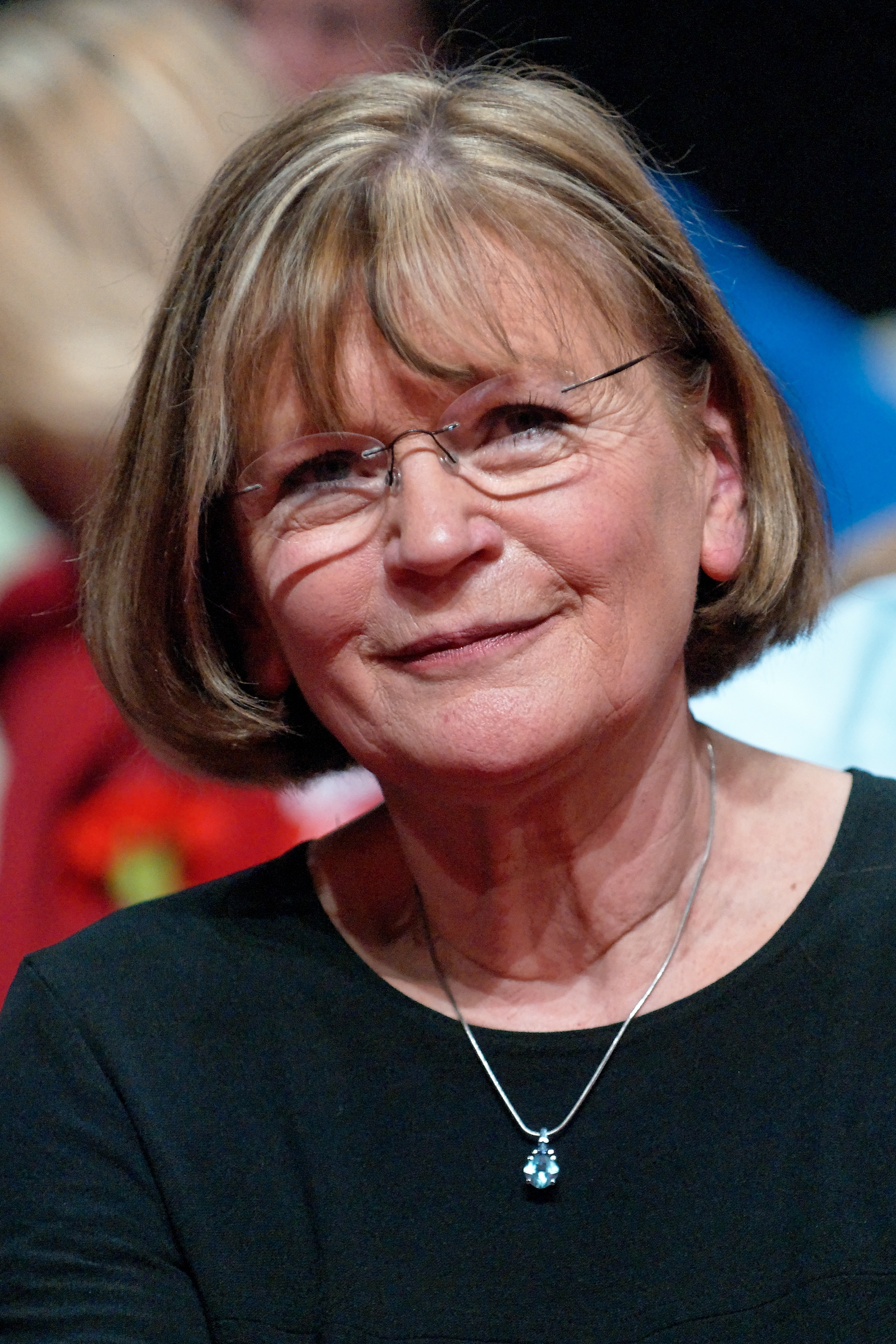
Marie-George Buffet el 8 de març de 2009.

Na Marie-George Buffet (Sceaux, 1949) és una política francesa militant del Partit Comunista Francès (PCF) des del 1967, amb el qual s'ha presentat a les eleccions presidencials franceses des de l'any 1997. A més, és secretària nacional des d'octubre de 2001 i ha estat Ministra de la Joventut i dels Esports de 1997 a 2002, sota el mandat del socialista Lionel Jospin.
És consellera municipal de Blanc-Mesnil (Sena-Sant Denís) des de 2001 i ha estat consellera regional d'Illa de França de 1998 a 2002 -a França és possible i molt habitual acumular càrrecs polítics al mateix temps- i també durant un mes el 2004. Ha estat diputada a l'Assemblea Nacional, sempre com a representant dels comunistes de la quarta circumscripció de Sena Saint-Denis, durant un mes a 1997, durant la legislatura de 2002 a 2007 i renovada el 2007, càrrec que manté fins ara.
Es declara militant feminista i ha participat activament en diverses accions pels drets de les dones, per a la contracepció i pro-avortament.

## Vida personal
Marie-George Buffet, nascuda Marie-George Kosellek, és filla del polonès Paul Kosellek i de Raymonde Rayer. El 1972 es va casar amb Jean-Pierre Buffet, amb qui ha tingut dos fills. És llicenciada en Geografia i Història. Ja a la universitat va mostrar interès en la vida política, va formar part de la unió nacional d'estudiants de França (UNEF) i arribà a presidir la federació de residències universitàries de França.

## Vida política
Marie-George Buffet ha estat membre del Partit Comunista Francès des de l'any 1969, en el qual ha passat per tots els esglaons possibles. El 1977 va ser tinent d'alcalde de Châtenay-Malabry. Va entrar a formar part del Comitè Central del PCF el 1987. Entrà al Bureau National del PCF el 1994, on s'alià amb Robert Hue, que va succeir Georges Marchais com a secretari del partit.
El 1997 guanya un escó com a diputada comunista a França i és nomenada Ministra de la Joventut i dels Esports pel socialista Lionel Jospin. El 2001 es crea al PCF un nou càrrec, el de President del partit, que pren Robert Hue, i ella passa a ser la nova Secretària Nacional del Partit Comunista.
L'any 2002, al final de la legislatura començada el 1997, és elegida diputada. I serà reelegida a la següent legislatura, el 2007. Aquest mateix any, Robert Hue dimiteix del seu càrrec al partit i Marie-George Buffet es queda amb la direcció. El 2004 es presenta com a cap de llista a les eleccions regionals d'Illa de França i intenta apropar el partit a diferents moviments socials, com Alternative citoyenne, Les Alternatifs, Association de la gauche républicaine, etc., sota el nom Gauche populaire et citoyenne (Esquerra Popular i Ciutadana).
El 20 de desembre de 2005 el PCF fa una consulta interna sobre si mantenir o no la candidatura de Marie-George Buffet de cara a les eleccions presidencials i legislatives de França el 2007, de la qual surt recolzada per un 81% dels militants. Dos dies després es declara públicament candidata a les eleccions, també intenta unir forces amb altres organitzacions d'esquerres i es presenta com una candidata d'esquerra (en francès, gauche), com ho mostren diferent eslògans com "una esquerra valenta, això canvia la vida!" o "El 22 d'abril, vota l'esquerra: Marie-George Buffet".
Durant el temps de la campanya presidencial, ella deixa la direcció del partit i és substituïda per un comitè de cinc persones amb la idea d'ampliar el seu electorat més enllà dels comunistes. El seu partit obté un 1,93% dels vots al primer torn i no passa al segon (que es van disputar Ségolène Royal, del PS, i el també d'origen polonès Nicolas Sarkozy, del UMP, i que va guanyar aquest darrer). Malgrat haver obtingut el pitjor resultat dels comunistes francesos en unes eleccions nacionals, Marie-George Buffet és de nou escollida cap del partit pels seus militants.
Fou una de les signatàries, l'1 de setembre de 2019, d'una carta de 52 membres de l'Assemblea Nacional francesa contra la repressió espanyola a Catalunya.